# 12th Royal Lancers

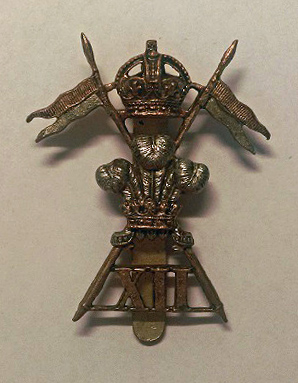
Mützenabzeichen der 12th Lancers

Die 12th Royal Lancers (Prince of Wales’s), vormals 12th Regiment of Dragoons, waren ein Kavallerieregiment der britischen Armee, das von 1715 bis 1960 bestand.

## Geschichte

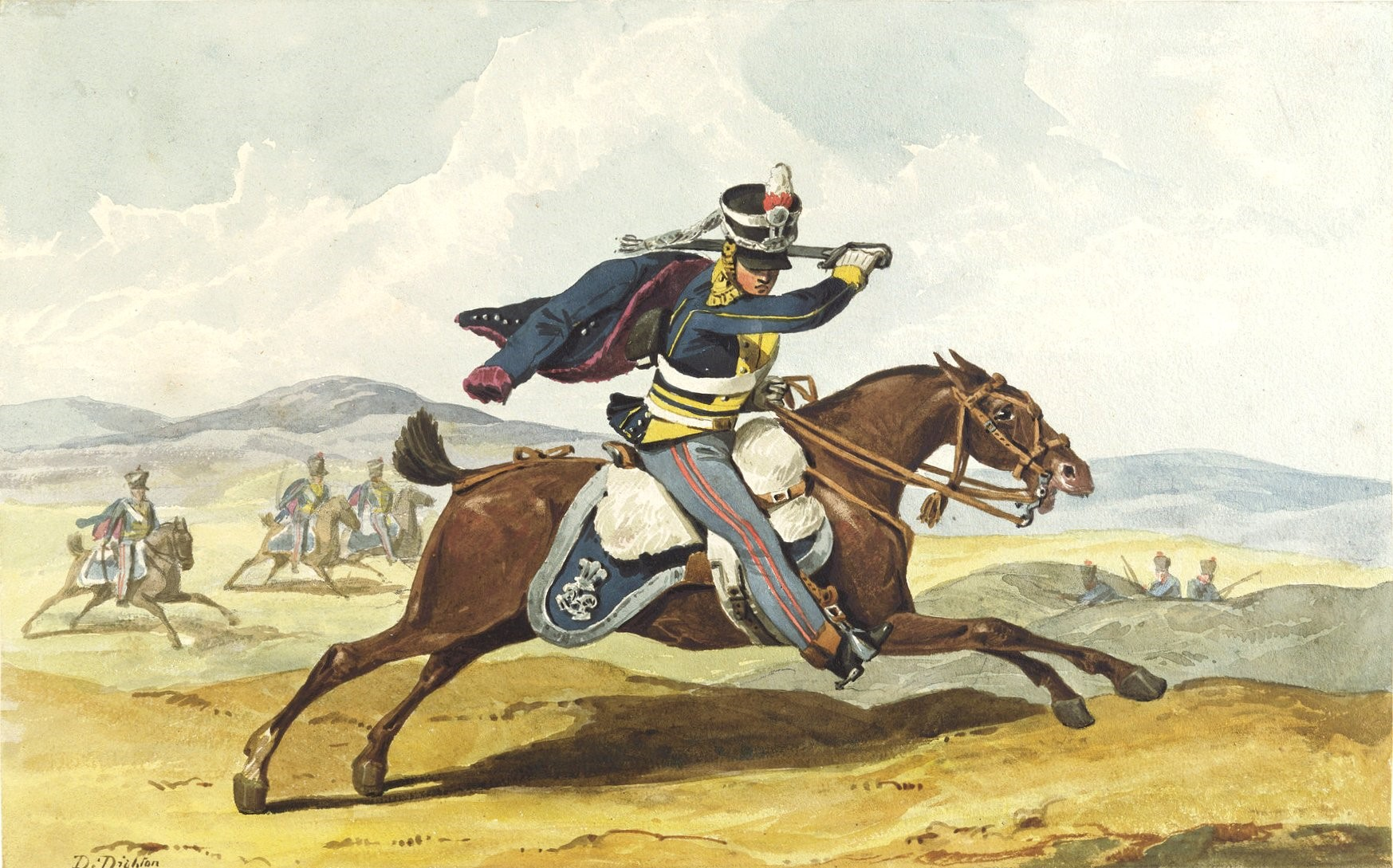
Trooper der 12th Light Dragoons, 1811

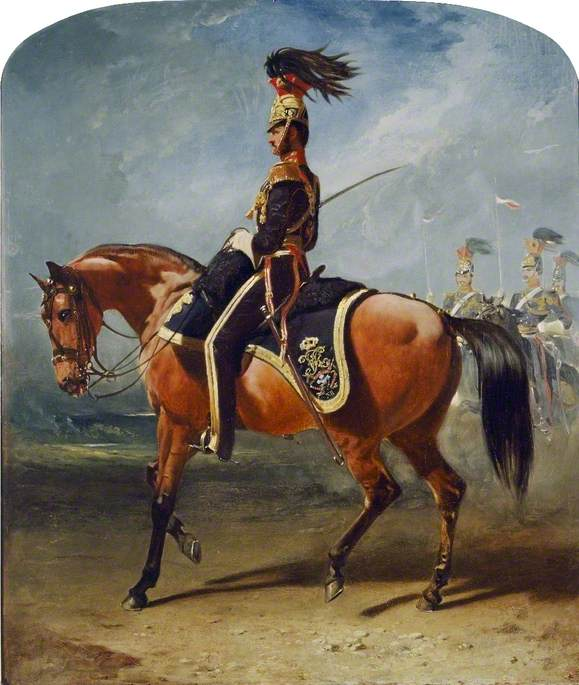
Offizier der 12th Lancers, 1848

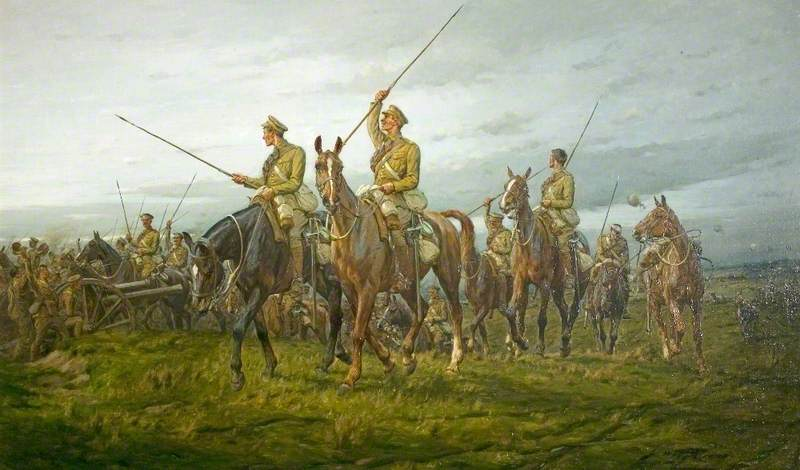
Soldaten der 12th Lancers in Frankreich, 1914

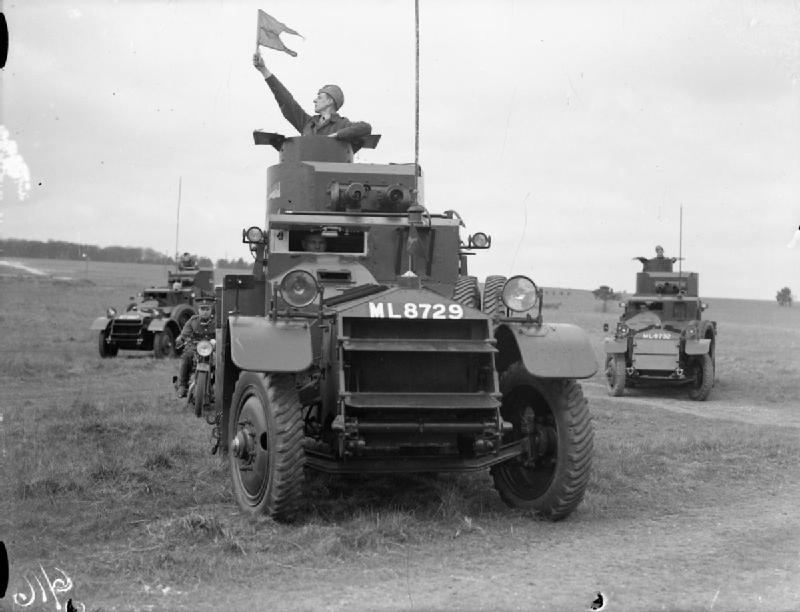
Panzerwagen der 12th Lancers, 1938

Das Regiment wurde am 22. Juli 1715 anlässlich des Jakobitenaufstands als Dragonerregiment in Reading aufgestellt aus Männern die in Berkshire, Buckinghamshire und Hampshire rekrutiert wurden.
Es wurde bis 1751 nach seinem jeweiligen Colonel benannt und hieß entsprechend zunächst Bowles’s Regiment of Dragoons, ab 1740 Rose’s Regiment of Dragoons, ab 1743 Whitshed’s Regiment of Dragoons, etc. Als am 1. Juli 1751 eine einheitliche Nummerierung der britischen Regimenter eingeführt wurde, wurde das Regiment nach seinem protokollarischen Rang als 12th Regiment of Dragoons benannt. 1768 wurde die Rolle des Regiments zu leichten Dragonern geändert und der Regimentsname zu Ehren des späteren Königs Georg IV. zu 12th (Prince of Wales’s) Regiment of (Light) Dragoons erweitert. Am 30. September 1816 wurde die Rolle des Regiments zu Ulanen geändert und das Regiment zu 12th (Prince of Wales’s) Regiment of (Light) Dragoons (Lancers) umbenannt. Im Folgejahr wurde dem Regiment das Prädikat Royal verliehen, sodass es nun 12th (Prince of Wales’s) Royal Regiment of (Light) Dragoons (Lancers) hieß. Der Regimentsname wurde am 17. August 1861 zu 12th (Prince of Wales’s) Royal Regiment of Lancers und am 1. Januar 1921 zu 12th Royal Lancers (Prince of Wales’s) geändert. 1928 wurde das Regiment mechanisiert und mit Panzerwagen ausgerüstet und im April 1939 dem Royal Armoured Corps zugeordnet.
Am 11. September 1960 wurde das Regiment den 9th Queen’s Royal Lancers zu den 9th/12th Royal Lancers (Prince of Wales’s) verschmolzen. Diese wurden 2015 mit den Queen’s Royal Lancers zu den Royal Lancers (Queen Elizabeths’ Own) verschmolzen. Die Royal Lancers führen die Tradition der 12th Lancers bis heute weiter.

## Colonels
Colonel-in-Chief des Regiments war:
- 1919–1936: Edward, Prince of Wales

Colonel of the Regiment waren:
- 1715–1719: Maj-Gen. Phineas Bowles (senior)
- 1719–1740: Lt-Gen. Phineas Bowles (junior)
- 1740–1743: Col. Alexander Rose
- 1743–1746: Brig-Gen. Samuel Walter Whitshed
- 1746–1747: Lt-Gen. Thomas Bligh
- 1747–1749: Gen. Sir John Mordaunt
- 1749: Gen. Hon. James Cholmondeley
- 1749–1750: Lt-Gen. George Germain, 1. Viscount Sackville
- 1750–1763: Lt-Gen. Sir John Whitefoord, 2. Baronet
- 1763–1764: Lt-Gen. Edward Harvey
- 1764–1770: Gen. Benjamin Carpenter
- 1770–1775: Gen. Sir William Augustus Pitt
- 1775–1782: Lt-Gen. Hon. William Keppel
- 1782–1791: Lt-Gen. Hon. George Lane Parker
- 1791–1815: Gen. Sir James Steuart-Denham, 8. Baronet
- 1815–1825: Gen. Sir William Payne-Gallwey, 1. Baronet
- 1825–1827: Lt-Gen. Sir Colquhoun Grant
- 1827–1837: Lt-Gen. Sir Hussey Vivian, 1. Baron Vivian
- 1837–1856: Gen. Sir Henry John Cumming
- 1856–1861: Lt-Gen. Sir Lovell Benjamin Badcock
- 1861–1872: Gen. Sir George Henry Lockwood
- 1872–1879: Gen. Edward Pole
- 1879–1892: Gen. Thomas Hooke Pearson
- 1892–1894: Lt-Gen. Edward Burgoyne Cureton
- 1894–1896: Maj-Gen. Robert Hale
- 1896–1902: Lt-Gen. Sir Arthur Lyttelton-Annesley
- 1902–1909: Maj-Gen. John Cecil Russell
- 1909–1917: Lt-Gen. Robert Broadwood
- 1917–1920: Maj-Gen. Walter Howorth Greenly
- 1920–1951: F.M. Sir William Birdwood, 1. Baron Birdwood
- 1951–1960: Gen. Sir Richard McCreery

## Battle Honours
Dem Regiment wurden folgende Battle Honours verliehen (englische Originalbezeichnungen):
- Vor 1914: Egypt, Salamanca, Peninsula, Waterloo, South Africa 1851–2–3, Sevastopol, Central India, Relief of Kimberley, Paardeberg, South Africa 1899–1902.
- Erster Weltkrieg: Mons, Retreat from Mons, Marne 1914, Aisne 1914, Messines 1914, Ypres 1914 ’15, Neuve Chapelle, St. Julien, Bellewaarde, Arras 1917, Scarpe 1917, Cambrai 1917 ’18, Somme 1918, St. Quentin, Lys, Hazebrouck, Amiens, Albert 1918, Hindenburg Line, St. Quentin Canal, Beaurevoir, Sambre, France and Flanders 1914–18.
- Zweiter Weltkrieg: Dyle, Defence of Arras, Arras Counter Attack, Dunkirk 1940, North-West Europe 1940, Chor es Sufan, Gazala, Alam el Halfa, El Alamein, Advance on Tripoli, Tebaga Gap, El Hamma, Akarit, El Kourzia, Djebel Kournine, Tunis, Creteville Pass, North Africa 1941–43, Citerna, Gothic Line, Capture of Forli, Conventello-Comacchio, Bologna, Sillaro Crossing, Idice Bridgehead, Italy 1944–45.